# Nezara viridula
Nezara viridula també conegut com a bernat pudent és una espècie d'insecte hemípter de la família Pentatomidae. Desprèn una olor intensa, irritant i persistent quan se'l molesta, se sent amenaçat o se'l trepitja. L'olor desagradable prové d'unes glàndules que s'obren en la part ventral del mesotòrax, al costat de la inserció del tercer parell de potes. S'alimenta d'una gran varietat de plantes de més de vint famílies. Representa una important plaga dels cultius comercials com la soja.

## Noms comuns
Bernat pudent, pudenta, xinxa verda, xinxa de camp.

## Descripció
La seva coloració és verda pàl·lida uniforme amb tres petites taques pàl·lides en el marge frontal de la part posterior del tòrax. També poden tenir coloració vermella. Les nimfes tenen una coloració totalment diferent, que canvia en cada estadi.

## Distribució
És una espècie cosmopolita, que es pot trobar a l'Àfrica, Austràlia, Europa, el nord d'Àsia (excepte la Xina), el Sud-est Asiàtic i Amèrica. El seu origen és possiblement africà i/o mediterrani.